# Lookeba, Oklahoma
Lookeba, Oklahoma (енгл. Lookeba) град је у америчкој савезној држави Оклахома.

## Демографија
По попису из 2010. године број становника је 166, што је 35 (26,7%) становника више него 2000. године.
| Група             | 2000.      | 2010.      |
| Белци             | 93 (71,0%) | 78 (47,0%) |
| Афроамериканци    | 0 (0,0%)   | 1 (0,6%)   |
| Азијати           | 0 (0,0%)   | 0 (0,0%)   |
| Хиспаноамериканци | 26 (19,8%) | 70 (42,2%) |
| Укупно            | 131        | 166        |